# Офицер (шахмат)
Офицерът в шахмата е фигура, която се движи (и взема фигурите на противника) само по направление на диагоналите, на които се намира. Всеки играч има два офицера. Първоначално те се разполагат на полетата с1, f1 (белите) и c8, f8 (черните). Офицерите се делят на белопол и чернопол, в зависимост от това по кои полета могат да се движат. Офицерът, който стои до царя се нарича царски, а този до дамата – дамски. Нямат ограничения в дължината на своя ход, но не могат да прескачат други фигури. В българската шахматната нотация се обозначават с буквата „О“. При свободна дъска, в зависимост от позицията на която се намира, офицерът има достъп до минимално седем (ако се намира на ъглово поле) и максимално 13 полета (ако се намира на централно поле).
В шатрандж, предшественика на шаха, еквивалентната фигура на офицера е алфил (боен слон).